# Займище (Прилуцький район)
За́ймище — село в Чернігівській області України. За адміністративним поділом до липня 2020 року село входило до Талалаївського району, а після укрупнення районів входить до Прилуцького району. Входить до складу Талалаївської селищної громади. Розташоване на безіменній лівій притоці річки Лисогору, за 15 км від залізничної станції Талалаївки. Населення — 150 осіб, площа — 0,582 км².

## Історія
Село, як хутір, засноване у другій половині XVIII століття. Вперше згадується під 1781 роком. Хутір належав полковнику Андрію та підкоморію Григорію Горленкам і входив до Красноколядинської сотні Прилуцького полку.
У 1782—1796 роки хутір входив до Роменського повіту Чернігівського намісництва, з 1802 року до Прилуцького повіту Полтавської губернії.
1797 року на хуторі налічувалось (разом з хутором Миколаївським) 32 особи чоловічої статі податкового населення. У першій половині XIX століття хутір належав Горленкам (Петру Григоровичу — до 1825 року, Миколі Петровичу — до 1850 року).
Хутір є на мапі 1812 року.
1859 року — 16 дворів, 82 жителя, приписаних до парафії Покровськоїцеркви села Ярошівки. Хутір входив до Блотницької волості 1 -го стану. 1886 року — 1 двір козаків, 29 дворів селян-власників, 34 хати, 199 жителів.
1910 року — 47 господарств селян, 307 жителів, в тому числі 1 тесляр, 3 кравці, 2 шевці, 2 столяри, 36 ткачів, 3 поденники, 3 займалися інтелігентними та 4 іншими неземлеробськими заняттями, все інше доросле населення займалося землеробством. Була 411 десятина придатної землі.
1911 року - хутір Блотницької волості Прилуцького повіту Полтавської губернії, 201 мешканець.
З встановленням окупаційної радянської влади, у 1923 року село відійшло до Березівського району Роменської округи Полтавської губернії УСРР.
На мапі РСЧА 1941 року - х.Займи з 78 дворів.

### В складі України
З 1991 року село у складі України. У 1996 році в селі було 88 дворів, мешкало 173 жителя.
До 2020 року було підпорядковане Українській сільській раді.

## Відомі люди
В селі народилися:
- Вишневий Григорій Петрович (нар. 1919) — поет, педагог, публіцист, перекладач.
- Горбань Іван Степанович (1928—2000) — український науковець, академік НАН України[8].